# Leptodactylodon stevarti
Espèce
Statut de conservation UICN

 EN B1ab(iii) : En danger
Leptodactylodon stevarti est une espèce d'amphibiens de la famille des Arthroleptidae.

## Répartition
Cette espèce se rencontre de 460 à 1 000 m d'altitude au Gabon dans les monts de Cristal et en Guinée équatoriale sur le mont Alén.

## Étymologie
Cette espèce est nommée en l'honneur de Tariq Stévart.

## Publication originale
- Rödel & Pauwels, 2003 : A new Leptodactylodon species from Gabon (Amphibia: Anura: Astylosternidae). Salamandra, vol. 39, p. 139-148 (texte intégral).